# Maybellene
Maybellene is een rock-'n-rollnummer van Chuck Berry uit 1955. Het nummer vertelt een verhaal over een hot-rodrace en romantiek. Dit waren onderwerpen die Amerikaanse tieners in de jaren vijftig aanspraken. Ook Berry's gitaarspel zorgde ervoor dat dit op nummer 5 kwam in de Billboard Hot 100. Chuck Berry was hiermee de eerste Afro-Amerikaan die in de top 10 van de Amerikaanse hitlijst kwam.
Het nummer, dat een bluesschema gebruikt, is zijn bewerking van een Amerikaans volksliedje, het hillbillynummer Ida Red, het werd een van de eerste rock-'n-rollnummers. Platenuitgever Leonard Chess wilde de associatie met hillbilly vermijden zodat er een andere naam werd bedacht, die om copyrightredenen een letter verschilde van het mascaramerk Maybelline. Het succes was mede te danken aan de diskjockey Alan Freed, die het nummer frequent draaide. Er werden een miljoen exemplaren van verkocht en het werd in de Verenigde Staten nummer 1 in de Race Records Chart en nummer 5 in de Best Sellers in Stores.
Het muziektijdschrift Rolling Stone schreef erover: "Rock & roll guitar starts here" (Rock-'n-rollgitaar begint hier). In hun lijst van "The 500 Greatest Songs of All Time" uit 2003 stond dit nummer op 18. Op de B-kant stond het nummer Wee Wee Hours, een bluesnummer. Het was Berry's debuutsingle. Het nummer verscheen ook op zijn debuutalbum, Rock, Rock, Rock. Berry's versie ging ruim een miljoen keer over de toonbank.
Berry componeerde zijn liedjes in samenwerking met Johnnie Johnson (die twintig jaar zou meespelen met zijn nummers), maar nadat Alan Freed en Chess' geldschieter Russ Fratto geprobeerd hadden in de winst van Maybellene te delen liet hij elk nummer steeds registreren met "Chuck Berry" als enige componist-schrijver. Ten opzichte van Alan Freed won hij na zeven jaar de rechtszaak. Toen Johnnie Johnson veel later ook rechten op alle nummers wilde laten gelden oordeelde de rechter dat dit na zoveel jaren niet meer te beoordelen was.
Bij SecondHandSongs zijn 124 covers bekend, bij AllMusic 70, onder meer van Elvis Presley, Carl Perkins, Bubba Sparks, Johnny Rivers, Chubby Checker, Herman Brood en Simon & Garfunkel (in een medley).

## Bezetting
- Chuck Berry – zang, guitar
- Johnnie Johnson – piano
- Willie Dixon – basgitaar
- Jerome Green – marakas
- Ebby Hardy – drums